# Chrysopidia manipurensis
Chrysopidia manipurensis är en insektsart som beskrevs av Soumyendra Nath Ghosh 1990. Chrysopidia manipurensis ingår i släktet Chrysopidia och familjen guldögonsländor. Inga underarter finns listade i Catalogue of Life.